# Dichotomius eucranioides
Dichotomius eucranioides är en skalbaggsart som beskrevs av Guido Pereira och Andretta 1955. Dichotomius eucranioides ingår i släktet Dichotomius och familjen bladhorningar. Inga underarter finns listade i Catalogue of Life.